# Кулешов, Владимир Кузьмич
Владимир Кузьмич Кулешов (5 января 1918, Наманган, Ферганская область — 3 ноября 1943, Киево-Святошинский район, Киевская область) — лётчик-ас, гвардии капитан Рабоче-крестьянской Красной Армии, участник Великой Отечественной войны, Герой Советского Союза (1944).

## Биография
Родился 5 января 1918 года в Намангане. После окончания двух курсов техникума и Балашовской объединённой школы пилотов и авиатехников Гражданского воздушного флота работал лётчиком на пассажирских авиарейсах. В марте 1940 года был призван на службу в Рабоче-крестьянскую Красную Армию. Окончил Одесскую высшую военную авиационную школу лётчиков. С августа 1942 года — на фронтах Великой Отечественной войны. В боях два раза был ранен.
К сентябрю 1943 года будучи гвардии старшим лейтенантом был штурманом 40-го гвардейского истребительного авиаполка 8-й гвардейской истребительной авиадивизии 5-го истребительного авиакорпуса 2-й воздушной армии Воронежского фронта. К этому времени совершил 351 боевой вылет, принял участие в 73 воздушных боях, сбив 16 вражеских самолётов лично и ещё 5 — в составе группы. 3 ноября 1943 года погиб в бою на территории Киевской области Украинской ССР. Похоронен в посёлке Гостомель Киевской области.
Указом Президиума Верховного Совета СССР «О присвоении звания Героя Советского Союза офицерскому составу военно-воздушных сил Красной Армии» от 4 февраля 1944 года за «образцовое выполнение боевых заданий командования на фронте борьбы с немецкими захватчиками и проявленные при этом отвагу и геройство» гвардии капитан Владимир Кулешов посмертно был удостоен высокого звания Героя Советского Союза. Также был награждён орденом Ленина, двумя орденами Красного Знамени, орденом Красной Звезды.